# Lista planetelor minore: 44001–45000
| Nume                                            | Denumire provizorie                             | Data descoperirii                               | Locul descoperirii                              | Descoperitor(i)                                 |                                                 |                                                 |                                                 |                                                 |                                                 |                                                 |                                                 |                                                 |                                                 |                                                 |                                                 |                                                 |                                                 |                                                 |                                                 |                                                 |                                                 |                                                 |                                                 |                                                 |                                                 |                                                 |                                                 |                                                 |                                                 |                                                 |                                                 |                                                 |                                                 |                                                 |                                                 |                                                 |                                                 |                                                 |                                                 |                                                 |                                                 |                                                 |                                                 |                                                 |                                                 |                                                 |                                                 |                                                 |                                                 |
| 44001–44100 Lista planetelor minore/44001–44100 | 44001–44100 Lista planetelor minore/44001–44100 | 44001–44100 Lista planetelor minore/44001–44100 | 44001–44100 Lista planetelor minore/44001–44100 | 44001–44100 Lista planetelor minore/44001–44100 | 44101–44200 Lista planetelor minore/44101–44200 | 44101–44200 Lista planetelor minore/44101–44200 | 44101–44200 Lista planetelor minore/44101–44200 | 44101–44200 Lista planetelor minore/44101–44200 | 44101–44200 Lista planetelor minore/44101–44200 | 44201–44300 Lista planetelor minore/44201–44300 | 44201–44300 Lista planetelor minore/44201–44300 | 44201–44300 Lista planetelor minore/44201–44300 | 44201–44300 Lista planetelor minore/44201–44300 | 44201–44300 Lista planetelor minore/44201–44300 | 44301–44400 Lista planetelor minore/44301–44400 | 44301–44400 Lista planetelor minore/44301–44400 | 44301–44400 Lista planetelor minore/44301–44400 | 44301–44400 Lista planetelor minore/44301–44400 | 44301–44400 Lista planetelor minore/44301–44400 | 44401–44500 Lista planetelor minore/44401–44500 | 44401–44500 Lista planetelor minore/44401–44500 | 44401–44500 Lista planetelor minore/44401–44500 | 44401–44500 Lista planetelor minore/44401–44500 | 44401–44500 Lista planetelor minore/44401–44500 | 44501–44600 Lista planetelor minore/44501–44600 | 44501–44600 Lista planetelor minore/44501–44600 | 44501–44600 Lista planetelor minore/44501–44600 | 44501–44600 Lista planetelor minore/44501–44600 | 44501–44600 Lista planetelor minore/44501–44600 | 44601–44700 Lista planetelor minore/44601–44700 | 44601–44700 Lista planetelor minore/44601–44700 | 44601–44700 Lista planetelor minore/44601–44700 | 44601–44700 Lista planetelor minore/44601–44700 | 44601–44700 Lista planetelor minore/44601–44700 | 44701–44800 Lista planetelor minore/44701–44800 | 44701–44800 Lista planetelor minore/44701–44800 | 44701–44800 Lista planetelor minore/44701–44800 | 44701–44800 Lista planetelor minore/44701–44800 | 44701–44800 Lista planetelor minore/44701–44800 | 44801–44900 Lista planetelor minore/44801–44900 | 44801–44900 Lista planetelor minore/44801–44900 | 44801–44900 Lista planetelor minore/44801–44900 | 44801–44900 Lista planetelor minore/44801–44900 | 44801–44900 Lista planetelor minore/44801–44900 | 44901–45000 Lista planetelor minore/44901–45000 | 44901–45000 Lista planetelor minore/44901–45000 | 44901–45000 Lista planetelor minore/44901–45000 | 44901–45000 Lista planetelor minore/44901–45000 | 44901–45000 Lista planetelor minore/44901–45000 |
| ----------------------------------------------- | ----------------------------------------------- | ----------------------------------------------- | ----------------------------------------------- | ----------------------------------------------- | ----------------------------------------------- | ----------------------------------------------- | ----------------------------------------------- | ----------------------------------------------- | ----------------------------------------------- | ----------------------------------------------- | ----------------------------------------------- | ----------------------------------------------- | ----------------------------------------------- | ----------------------------------------------- | ----------------------------------------------- | ----------------------------------------------- | ----------------------------------------------- | ----------------------------------------------- | ----------------------------------------------- | ----------------------------------------------- | ----------------------------------------------- | ----------------------------------------------- | ----------------------------------------------- | ----------------------------------------------- | ----------------------------------------------- | ----------------------------------------------- | ----------------------------------------------- | ----------------------------------------------- | ----------------------------------------------- | ----------------------------------------------- | ----------------------------------------------- | ----------------------------------------------- | ----------------------------------------------- | ----------------------------------------------- | ----------------------------------------------- | ----------------------------------------------- | ----------------------------------------------- | ----------------------------------------------- | ----------------------------------------------- | ----------------------------------------------- | ----------------------------------------------- | ----------------------------------------------- | ----------------------------------------------- | ----------------------------------------------- | ----------------------------------------------- | ----------------------------------------------- | ----------------------------------------------- | ----------------------------------------------- | ----------------------------------------------- |

| Predecesor: 43001–44000 | Lista planetelor minore 44001–45000 Semnificații ale numelor: 44001–45000 | Succesor: 45001–46000 |